# Tour de France 2013 – 14. etap
14. etap kolarskiego wyścigu Tour de France 2013 odbył się 13 lipca. Start etapu miał miejsce w miejscowości Saint-Pourçain-sur-Sioule, zaś meta w Lyonie. Etap liczył 191 kilometrów.
Zwycięzcą etapu został Matteo Trentin. Drugie miejsce zajął Michael Albasini, a trzecie Andrew Talansky.

## Premie
| Rodzaj | Rodzaj            | Miejscowość / Miejsce     | Kilometry (od startu) | Kilometry (do mety) |
| ------ | ----------------- | ------------------------- | --------------------- | ------------------- |
|        | Górska (IV kat.)  | Côte de Marcigny          | 66,5                  | 124,5               |
|        | Górska (IV kat.)  | Côte de la Croix Couverte | 98,5                  | 92,5                |
|        | Lotna             | Thizy-Les-Bourgs          | 109,5                 | 81,5                |
|        | Górska (III kat.) | Côte de Thizy-les-Bourgs  | 113,0                 | 78,0                |
|        | Górska (III kat.) | Col du Pilon (727 m)      | 126,5                 | 64,5                |
|        | Górska (IV kat.)  | Côte de Lozanne           | 161,0                 | 30,0                |
|        | Górska (IV kat.)  | Côte de la Duchère        | 176,0                 | 15,0                |
|        | Górska (IV kat.)  | Côte de la Croix Rousse   | 181,5                 | 9,5                 |

### Wyniki na premiach
| Górska – Côte de Marcigny | Górska – Côte de Marcigny | Górska – Côte de Marcigny | Górska – Côte de Marcigny | Górska – Côte de Marcigny |
| Msc.                      | Zawodnik                  | Zespół                    | Punkty                    |                           |
| ------------------------- | ------------------------- | ------------------------- | ------------------------- | ------------------------- |
| 1.                        | Simon Geschke             | ARG                       | 1                         |                           |

| Górska – Côte de la Croix Couverte | Górska – Côte de la Croix Couverte | Górska – Côte de la Croix Couverte | Górska – Côte de la Croix Couverte | Górska – Côte de la Croix Couverte |
| Msc.                               | Zawodnik                           | Zespół                             | Punkty                             |                                    |
| ---------------------------------- | ---------------------------------- | ---------------------------------- | ---------------------------------- | ---------------------------------- |
| 1.                                 | Jan Bakelants                      | RTL                                | 1                                  |                                    |

| Lotna – Thizy-Les-Bourgs | Lotna – Thizy-Les-Bourgs | Lotna – Thizy-Les-Bourgs | Lotna – Thizy-Les-Bourgs | Lotna – Thizy-Les-Bourgs |
| Msc.                     | Zawodnik                 | Zespół                   | Punkty                   |                          |
| ------------------------ | ------------------------ | ------------------------ | ------------------------ | ------------------------ |
| 1.                       | José Joaquín Rojas Gil   | MOV                      | 20                       |                          |
| 2.                       | Lars Ytting Bak          | LTB                      | 17                       |                          |
| 3.                       | Jan Bakelants            | RTL                      | 15                       |                          |
| 4.                       | David Millar             | GRS                      | 13                       |                          |
| 5.                       | Marcus Burghardt         | BMC                      | 11                       |                          |
| 6.                       | Jens Voigt               | RTL                      | 10                       |                          |
| 7.                       | Michael Albasini         | OGE                      | 9                        |                          |
| 8.                       | Simon Geschke            | ARG                      | 8                        |                          |
| 9.                       | Egoitz García Echeguibel | COF                      | 7                        |                          |
| 10.                      | Imanol Erviti            | MOV                      | 6                        |                          |
| 11.                      | Tejay van Garderen       | BMC                      | 5                        |                          |
| 12.                      | Julien Simon             | SOJ                      | 4                        |                          |
| 13.                      | Blel Kadri               | A2R                      | 3                        |                          |
| 14.                      | Andrew Talansky          | GRS                      | 2                        |                          |
| 15.                      | Arthur Vichot            | FDJ                      | 1                        |                          |

| Górska – Côte de Thizy-les-Bourgs | Górska – Côte de Thizy-les-Bourgs | Górska – Côte de Thizy-les-Bourgs | Górska – Côte de Thizy-les-Bourgs | Górska – Côte de Thizy-les-Bourgs |
| Msc.                              | Zawodnik                          | Zespół                            | Punkty                            |                                   |
| --------------------------------- | --------------------------------- | --------------------------------- | --------------------------------- | --------------------------------- |
| 1.                                | Blel Kadri                        | A2R                               | 2                                 |                                   |
| 2.                                | Tejay van Garderen                | BMC                               | 1                                 |                                   |

| Górska – Col du Pilon (727 m) | Górska – Col du Pilon (727 m) | Górska – Col du Pilon (727 m) | Górska – Col du Pilon (727 m) | Górska – Col du Pilon (727 m) |
| Msc.                          | Zawodnik                      | Zespół                        | Punkty                        |                               |
| ----------------------------- | ----------------------------- | ----------------------------- | ----------------------------- | ----------------------------- |
| 1.                            | Blel Kadri                    | A2R                           | 2                             |                               |
| 2.                            | Andrew Talansky               | GRS                           | 1                             |                               |

| Górska – Côte de Lozanne | Górska – Côte de Lozanne | Górska – Côte de Lozanne | Górska – Côte de Lozanne | Górska – Côte de Lozanne |
| Msc.                     | Zawodnik                 | Zespół                   | Punkty                   |                          |
| ------------------------ | ------------------------ | ------------------------ | ------------------------ | ------------------------ |
| 1.                       | Jens Voigt               | RTL                      | 1                        |                          |

| Górska – Côte de la Duchère | Górska – Côte de la Duchère | Górska – Côte de la Duchère | Górska – Côte de la Duchère | Górska – Côte de la Duchère |
| Msc.                        | Zawodnik                    | Zespół                      | Punkty                      |                             |
| --------------------------- | --------------------------- | --------------------------- | --------------------------- | --------------------------- |
| 1.                          | Michael Albasini            | OGE                         | 1                           |                             |

| Górska – Côte de la Croix Rousse | Górska – Côte de la Croix Rousse | Górska – Côte de la Croix Rousse | Górska – Côte de la Croix Rousse | Górska – Côte de la Croix Rousse |
| Msc.                             | Zawodnik                         | Zespół                           | Punkty                           |                                  |
| -------------------------------- | -------------------------------- | -------------------------------- | -------------------------------- | -------------------------------- |
| 1.                               | Julien Simon                     | SOJ                              | 1                                |                                  |

## Wyniki etapu
| Msc. | Zawodnik                     | Państwo           | Zespół                     | Czas       | Punkty |
| ---- | ---------------------------- | ----------------- | -------------------------- | ---------- | ------ |
| 1.   | Matteo Trentin               | Włochy            | Omega Pharma-Quick Step    | 4h 15' 11" | 30     |
| 2.   | Michael Albasini             | Szwajcaria        | Orica GreenEDGE            | + 0"       | 25     |
| 3.   | Andrew Talansky              | Stany Zjednoczone | Garmin-Sharp               | + 0"       | 22     |
| 4.   | José Joaquín Rojas Gil       | Hiszpania         | Movistar Team              | + 0"       | 19     |
| 5.   | Egoitz García Echeguibel     | Hiszpania         | Cofidis, Solutions Crédits | + 0"       | 17     |
| 6.   | Lars Ytting Bak              | Dania             | Lotto-Belisol              | + 0"       | 15     |
| 7.   | Simon Geschke                | Niemcy            | Team Argos-Shimano         | + 0"       | 13     |
| 8.   | Arthur Vichot                | Francja           | FDJ.fr                     | + 0"       | 11     |
| 9.   | Pawieł Brutt                 | Rosja             | Katusha Team               | + 0"       | 9      |
| 10.  | Cyril Gautier                | Francja           | Team Europcar              | + 0"       | 7      |
| 11.  | Julien Simon                 | Francja           | Sojasun                    | + 0"       | 6      |
| 12.  | Jan Bakelants                | Belgia            | RadioShack-Leopard         | + 0"       | 5      |
| 13.  | Blel Kadri                   | Francja           | Ag2r-La Mondiale           | + 10"      | 4      |
| 14.  | Marcus Burghardt             | Niemcy            | BMC Racing Team            | + 10"      | 3      |
| 15.  | Imanol Erviti                | Hiszpania         | Movistar Team              | + 46”      | 2      |
| 16.  | Tejay van Garderen           | Stany Zjednoczone | BMC Racing Team            | + 1' 35”   | —      |
| 17.  | Jens Voigt                   | Niemcy            | RadioShack-Leopard         | + 4' 31"   | —      |
| 18.  | David Millar                 | Wielka Brytania   | Garmin-Sharp               | + 4' 31"   | —      |
| 19.  | Ian Stannard                 | Wielka Brytania   | Sky Procycling             | + 7' 17"   | —      |
| 20.  | Kanstancin Siucou            | Białoruś          | Sky Procycling             | + 7' 17"   | —      |
| 21.  | Peter Kennaugh               | Wielka Brytania   | Sky Procycling             | + 7' 17"   | —      |
| 22.  | Chris Froome                 | Wielka Brytania   | Sky Procycling             | + 7' 17"   | —      |
| 23.  | Matteo Tosatto               | Włochy            | Team Saxo-Tinkoff          | + 7' 17"   | —      |
| 24.  | Alberto Contador             | Hiszpania         | Team Saxo-Tinkoff          | + 7' 17"   | —      |
| 25.  | Richie Porte                 | Australia         | Sky Procycling             | + 7' 17"   | —      |
| 26.  | Daniele Bennati              | Włochy            | Team Saxo-Tinkoff          | + 7' 17"   | —      |
| 27.  | Robert Gesink                | Holandia          | Belkin Pro Cycling         | + 7' 17"   | —      |
| 28.  | Roman Kreuziger              | Czechy            | Team Saxo-Tinkoff          | + 7' 17"   | —      |
| 29.  | Bauke Mollema                | Holandia          | Belkin Pro Cycling         | + 7' 17"   | —      |
| 30.  | Jonathan Castroviejo Nicolás | Hiszpania         | Movistar Team              | + 7' 17"   | —      |

## Klasyfikacje po etapie

### Klasyfikacja generalna
| Msc. | Zawodnik                   | Państwo           | Zespół                     | Czas        |
| ---- | -------------------------- | ----------------- | -------------------------- | ----------- |
|      | Chris Froome               | Wielka Brytania   | Sky Procycling             | 55h 22' 58" |
| 2.   | Bauke Mollema              | Holandia          | Belkin Pro Cycling         | + 2' 28"    |
| 3.   | Alberto Contador           | Hiszpania         | Team Saxo-Tinkoff          | + 2' 45"    |
| 4.   | Roman Kreuziger            | Czechy            | Team Saxo-Tinkoff          | + 2' 48"    |
| 5.   | Laurens ten Dam            | Holandia          | Belkin Pro Cycling         | + 3' 01"    |
| 6.   | Jakob Fuglsang             | Dania             | Astana Pro Team            | + 4' 39"    |
| 7.   | Michał Kwiatkowski         | Polska            | Omega Pharma-Quick Step    | + 4' 44"    |
| 8.   | Nairo Quintana             | Kolumbia          | Movistar Team              | + 5' 18"    |
| 9.   | Jean-Christophe Péraud     | Francja           | Ag2r-La Mondiale           | + 5' 39"    |
| 10.  | Joaquim Rodríguez Oliver   | Hiszpania         | Katusha Team               | + 5' 48"    |
| 11.  | Daniel Martin              | Irlandia          | Garmin-Sharp               | + 5' 52"    |
| 12.  | Andrew Talansky            | Stany Zjednoczone | Garmin-Sharp               | + 5' 54"    |
| 13.  | Cadel Evans                | Australia         | BMC Racing Team            | + 6' 54"    |
| 14.  | Michael Rogers             | Australia         | Team Saxo-Tinkoff          | + 7' 28"    |
| 15.  | Andy Schleck               | Luksemburg        | RadioShack-Leopard         | + 8' 32"    |
| 16.  | Maxime Monfort             | Belgia            | RadioShack-Leopard         | + 10' 16"   |
| 17.  | Alejandro Valverde         | Hiszpania         | Movistar Team              | + 12' 10"   |
| 18.  | Rui Alberto Faria da Costa | Portugalia        | Movistar Team              | + 14' 22"   |
| 19.  | Daniel Navarro             | Hiszpania         | Cofidis, Solutions Crédits | + 14' 50"   |
| 20.  | Sylvain Chavanel           | Francja           | Omega Pharma-Quick Step    | + 14' 57"   |

### Klasyfikacja punktowa
| Msc. | Zawodnik                     | Państwo           | Zespół                  | Punkty |
| ---- | ---------------------------- | ----------------- | ----------------------- | ------ |
|      | Peter Sagan                  | Słowacja          | Cannondale              | 357    |
| 2.   | Mark Cavendish               | Wielka Brytania   | Omega Pharma-Quick Step | 273    |
| 3.   | André Greipel                | Niemcy            | Lotto-Belisol           | 217    |
| 4.   | Marcel Kittel                | Niemcy            | Team Argos-Shimano      | 177    |
| 5.   | Alexander Kristoff           | Norwegia          | Katusha Team            | 157    |
| 6.   | José Joaquín Rojas Gil       | Hiszpania         | Movistar Team           | 141    |
| 7.   | Juan Antonio Flecha Giannoni | Hiszpania         | Vacansoleil-DCM         | 110    |
| 8.   | Michał Kwiatkowski           | Polska            | Omega Pharma-Quick Step | 101    |
| 9.   | Danny van Poppel             | Holandia          | Vacansoleil-DCM         | 87     |
| 10.  | Daryl Impey                  | Południowa Afryka | Orica GreenEDGE         | 76     |
| 11.  | Samuel Dumoulin              | Francja           | Ag2r-La Mondiale        | 72     |
| 12.  | Francesco Gavazzi            | Włochy            | Astana Pro Team         | 66     |
| 13.  | Juan José Lobato             | Hiszpania         | Euskaltel-Euskadi       | 65     |
| 14.  | Thomas De Gendt              | Belgia            | Vacansoleil-DCM         | 63     |
| 15.  | Julien Simon                 | Francja           | Sojasun                 | 61     |

### Klasyfikacja górska
| Msc. | Zawodnik              | Państwo           | Zespół            | Punkty |
| ---- | --------------------- | ----------------- | ----------------- | ------ |
|      | Pierre Rolland        | Francja           | Team Europcar     | 50     |
| 2.   | Chris Froome          | Wielka Brytania   | Sky Procycling    | 33     |
| 3.   | Richie Porte          | Australia         | Sky Procycling    | 28     |
| 4.   | Nairo Quintana        | Kolumbia          | Movistar Team     | 26     |
| 5.   | Mikel Nieve Iturralde | Hiszpania         | Euskaltel-Euskadi | 21     |
| 6.   | Alejandro Valverde    | Hiszpania         | Movistar Team     | 20     |
| 7.   | Blel Kadri            | Francja           | Ag2r-La Mondiale  | 16     |
| 8.   | Simon Clarke          | Australia         | Orica GreenEDGE   | 15     |
| 9.   | Thomas De Gendt       | Belgia            | Vacansoleil-DCM   | 14     |
| 10.  | Peter Kennaugh        | Wielka Brytania   | Sky Procycling    | 14     |
| 11.  | Daniel Martin         | Irlandia          | Garmin-Sharp      | 13     |
| 12.  | Thomas Danielson      | Stany Zjednoczone | Garmin-Sharp      | 12     |
| 13.  | Ryder Hesjedal        | Kanada            | Garmin-Sharp      | 12     |
| 14.  | Romain Bardet         | Francja           | Ag2r-La Mondiale  | 10     |
| 15.  | Bart De Clercq        | Belgia            | Lotto-Belisol     | 10     |

### Klasyfikacja młodzieżowa
| Msc. | Zawodnik               | Państwo           | Zespół                     | Czas         |
| ---- | ---------------------- | ----------------- | -------------------------- | ------------ |
|      | Michał Kwiatkowski     | Polska            | Omega Pharma-Quick Step    | 55h 27' 42"  |
| 2.   | Nairo Quintana         | Kolumbia          | Movistar Team              | + 34"        |
| 3.   | Andrew Talansky        | Stany Zjednoczone | Garmin-Sharp               | + 1' 10"     |
| 4.   | Romain Bardet          | Francja           | Ag2r-La Mondiale           | + 15' 51"    |
| 5.   | Tejay van Garderen     | Stany Zjednoczone | BMC Racing Team            | + 27' 42"    |
| 6.   | Arthur Vichot          | Francja           | FDJ.fr                     | + 32' 24"    |
| 7.   | Thibaut Pinot          | Francja           | FDJ.fr                     | + 40' 45"    |
| 8.   | Alexis Vuillermoz      | Francja           | Sojasun                    | + 44' 12"    |
| 9.   | Peter Sagan            | Słowacja          | Cannondale                 | + 48' 14"    |
| 10.  | Tom Dumoulin           | Holandia          | Team Argos-Shimano         | + 50' 13"    |
| 11.  | Jon Izaguirre Insausti | Hiszpania         | Euskaltel-Euskadi          | + 51' 46"    |
| 12.  | Tony Gallopin          | Francja           | RadioShack-Leopard         | + 53' 29"    |
| 13.  | Alexandre Geniez       | Francja           | FDJ.fr                     | + 56' 48"    |
| 14.  | Peter Kennaugh         | Wielka Brytania   | Sky Procycling             | + 1h 09' 10" |
| 15.  | Rudy Molard            | Francja           | Cofidis, Solutions Crédits | + 1h 14' 32" |

### Klasyfikacja drużynowa
| Msc. | Zespół                  | Państwo           | Czas         |
| ---- | ----------------------- | ----------------- | ------------ |
|      | Team Saxo-Tinkoff       | Dania             | 165h 29' 45" |
| 2.   | Movistar Team           | Hiszpania         | + 2' 26"     |
| 3.   | Belkin Pro Cycling      | Holandia          | + 2' 32"     |
| 4.   | Ag2r-La Mondiale        | Francja           | + 3' 30"     |
| 5.   | RadioShack-Leopard      | Luksemburg        | + 4' 44"     |
| 6.   | Katusha Team            | Rosja             | + 14' 52"    |
| 7.   | BMC Racing Team         | Stany Zjednoczone | + 18' 53"    |
| 8.   | Garmin-Sharp            | Stany Zjednoczone | + 22' 14"    |
| 9.   | Omega Pharma-Quick Step | Belgia            | + 32' 24"    |
| 10.  | Euskaltel-Euskadi       | Hiszpania         | + 44' 24"    |